# 李云龙 (云南)
李云龙（1965年—），云南文山人，彝族，中华人民共和国政治人物、第十一届全国人民代表大会云南地区代表。
毕业于中央党校经济管理专业，是中共党员。担任云南省文山壮族苗族自治州砚山县委副书记、县长。2008年起担任全国人大代表。